# Lingue himalayane
Le lingue himalayane sono un gruppo di lingue appartenenti alla famiglia sinotibetana, ramo delle lingue tibeto-birmane parlate in Asia, nell'areale himalayano, in territori appartenenti al Nepal, India, Bhutan, Tibet ed altre zone della Cina.
Come gruppo linguistico è stato proposto da James Matisoff ed accettato da buona parte della comunità scientifica tra cui Ethnologue
Non è una proposta che si basa su reali rapporti genealogici, ma piuttosto un comodo raggruppamento di lingue parlate in aree adiacenti, in attesa che il necessario lavoro di confronto venga svolto.
Le principali lingue himalayane sono il Tibetano ed il  Newari.

## Classificazione interna
Secondo la classificazione di Ethnologue le lingue himalayane, che sarebbero 145, vanno così suddivise:
(tra parentesi tonde il numero di lingue di ogni gruppo e le nazioni dove vengono parlate)

[tra parentesi quadre il codice di classificazione internazionale linguistico]
- [[Lingue mahaki

anti]] (48) 
- - Lingue kham-magar-chepang-sunwari (12) 
    - Lingue chepang (3) (Nepal)
    - Lingue kham (4) (Nepal)
    - Lingue magar (3) (Nepal)
    - Lingue sunwari (2) (Nepal)

  - Lingue kiranti (35) 
    - Lingue kiranti orientali (26) (Nepal)
    - Lingue kiranti occidentali (9) (Nepal)

  - Lingua newari (1) [new] (Nepal)
- Lingue tibeto-kanauri (94) 
  - Lingua dzalakha (1)  [dzl] (Bhutan)
  - Lingua lepcha  (1) [lep] (India)
  - Lingue tibetiche (72) 
    - Lingua kalaktang monpa (1)  [kkf] (India)
    - Lingua tshangla  (1) [tsj] (Bhutan)
    - Lingue dhimal (2) 
      - Lingua dhimal  [dhi] (Nepal)
      - Lingua toto  [txo] (India)

    - Lingue tamangic (15) (Nepal)
    - Lingue tibetane (53) 
      - Lingue tibetane centrali (18) (Nepal, India, Cina)
      - Lingue tibetane orientali (8) (Bhutan)
      - Lingue tibetane settentrionali (3) (Tibet)
      - Lingue tibetane meridionali (12) (Bhutan, Tibet, Nepal, India)
      - Lingue tibetane occidentali (6) (Tibet, Nepal, India, Pakistan)
      - Lingue tibetane non classificabili (4) (Bhutan, India)
      - Lingua gongduk (1) [goe] (Bhutan)
      - Lingua lhokpu (1) [lhp] (Bhutan)

  - Lingue himalayane occidentali (20) (Nepal, India)
- Lingue himalayane non classificabili (3)
  - Lingua baima  [bqh] (China)
  - Lingua chug  [cvg] (India)
  - Lingua lish  [lsh] (India)